# 和興 (地名)
和興，是臺灣新竹縣湖口鄉的一個傳統地域名稱，位於該區北部。相較於今日行政區，其範圍大致包括和興村、東興村。

## 歷史
台灣清治末期至日治初期，和興地區為一街庄，稱為「和興庄」，隸屬於竹北二堡。該庄東北與十五間庄為鄰，東與伯公崗庄、上四湖庄為鄰，南邊及西南邊為下北勢庄、德盛庄，西北邊為崁頭庄、青埔仔庄、福興庄。
1901年（日治明治三十四年）11月，全台廢縣廳改設二十廳，該庄隸屬於新竹廳。1909年（明治四十二年）10月，合併二十廳為十二廳，該庄隸屬不變。1920年（大正九年），廢十二廳改設五州二廳，該庄改制為「和興」大字，隸屬於新竹州新竹郡湖口庄。
戰後湖口庄改制為湖口鄉，隸屬於新竹縣，大字亦改制為村。1950年桃、竹、苗分治，湖口鄉隸屬不變。因人口增加，本地區已分折為兩個村。

## 聚落
本地區發展較早的聚落為和興，在日治期初期的官方地圖上已有記載，後來發展形成的聚落則有下坡公、圓山岡、雙連坡、張屋等。

## 交通
台鐵縱貫線是台灣西部縱向鐵路幹線，大致以東北—西南走向經過和興地區東南部，並設有北湖車站。該站屬甲種簡易站，僅停靠區間車，乘客藉此可前往台鐵沿線各站。
縣道117號（德興路）是新豐埔和至香山內湖的道路，大致以西北—東南轉北北西—南南東走向經過本地區中部偏西地帶，向西北轉西可前往福興、後湖並止於省道台15線路口，向南南東可前往新湖口、老湖口、番子湖、六家、埔頂、新竹市區等地。
鄉道竹109線（中山路三段）是舊跨縣鄉道桃竹109線（新屋社子至新湖口）改編後的新竹縣境內路段，其北側端點位於本地區東部縣市界桃園區道桃109線南側端點處。由此向南南西蜿蜒而行，出邊界後可前往新湖口並止於縣道117號路口。該道路全程與鐵路併行，並位於其東南側不遠處。　
鄉道竹107線是新湖橋至圓山子的道路，也是舊跨縣鄉道桃竹107線改編後的新竹縣境內路段，其北側端點位於本地區最北界點外不遠處的縣市界桃園區道桃107線南側端點處，南側端點位於本地區西部邊界中段處圓山子的縣道117號路口，全線大致沿本地區與西北臨福興地區的邊界而行。

## 學校
- 中國科技大學（新竹校區）
- 和興國小